# Irokeserføderationen
Irokeserføderationen er et stammeforbund i Nordamerika bestående af stammerne Seneca, Onondaga, Oneida, Cayuga, Mohawk, og Tuscarora. De har områder i Ontario, Quebec og New York. Selv kalder de sig "Haudenosaunee", hvilket betyder “folk, der bygger langhuse”. Ordet “Irokeser” er en fransk version af det huron’ske navn for dem. Det betyder ”sorte slanger”, hvad der var ment som en fornærmelse.
Føderationen blev etableret før år 1600, da den fremsynede leder, Hiawatha, bragte et fredsbudskab ud til de oprindelige fem folk. Det var Seneca, Onondaga, Oneida, Cayuga og Mohawk. Betegnelsen "Haudenosaunee" siges at være skabt af Hiawatha på den tid, da føderationen blev grundlagt. Det hentyder til, at føderationen bør leve sammen som familier i de irokesiske langhuse. I det store og hele hørte de 5 stammer op med at bekæmpe hinanden, og deres føderation blev én af de stærkeste kræfter i det nordøstlige Nordamerika gennem det 17. og 18. århundrede. De udkæmpede en række krige både mod franskmændene i Canada og deres allierede, Huron-folket, men også mod en række andre stammer.
I 1720 flygtede Tuscarora-folket fra North Carolina på grund af den europæiske invasion. De flygtede til New York, hvor de blev optaget i føderationen som det sjette folk. De var under føderationens beskyttelse men har ikke stemmeret.
Irokesernes politiske union og demokratiske styre har været nævnt som en del af baggrunden for USA's forfatning.

## Føderationens medlemmer
- De første fem folk:
  - Cayuga (Guyohkohnyoh eller den store sumps folk)
  - Mohawk (Kanienkahagen eller flintens folk)
  - Oneida (Onayotekaono eller den oprette stens folk)
  - Onondaga (Onundagaono eller højdernes folk)
  - Seneca (Onondowahgah eller den store bakkes folk)
- Tilsluttet i 1720:
  - Tuscarora (Ska-Ruh-Reh eller skjortefolket)